# Joeropsis coralicola
Joeropsis coralicola är en kräftdjursart som beskrevs av Schultz och McCloskey 1967. Joeropsis coralicola ingår i släktet Joeropsis och familjen Joeropsididae.
Artens utbredningsområde är Mexikanska golfen. Inga underarter finns listade i Catalogue of Life.